# Erna Schneider Hoover
Erna Schneider Hoover, geb. Erna Schneider (* 19. Juni 1926 in Irvington, New Jersey) ist eine US-amerikanische Programmiererin und Erfinderin einer Prozesspriorisierung bei der computergesteuerten Telefonvermittlung.

## Karriere
Erna Schneider erhielt 1948 einen Abschluss in klassischer und mittelalterlicher Philosophie und Geschichte am Wellesley College. Sie promovierte in Philosophie und Mathematik an der Yale University. Anschließend lehrte sie von 1951 bis 1954 am Swarthmore College, bis sie 1954 eine Forschungsstelle in den Bell Labs in New Jersey annahm. Dort programmierte sie in den 1960er Jahren ein computergesteuertes System für Vermittlungsstellen, das die Gefahr einer Überbeanspruchung des Systems bei zu vielen Gesprächen ausschaltete.
Erna Hoovers Beitrag war eine Methode, die Prozesse zu priorisieren, nicht die Erfindung der Steuerung (stored program control, SPC) selbst, die es schon seit 1958 gab und welche die mechanischen Schalteinrichtungen ersetzt hatte. Ihre Erfindung machte es möglich, die ankommenden Anrufe zu überwachen und die Rate der erfolgreich vermittelten Gespräche in Stoßzeiten zu erhöhen. Die weniger wichtigen Anrufe wurden dabei zurückgestellt. Für diese Entwicklung erhielt sie eines der ersten Softwarepatente, das ihr gemeinsam mit Barry J. Eckhart im November 1971 in den USA und später in anderen Ländern erteilt wurde.
Die Prinzipien des Hoover’schen Schaltsystems sind auch heute noch in Anwendung, da die verschiedenen Kommunikationsunternehmen mit einer ständig wachsenden Flut von zu bewältigenden Gesprächen konfrontiert sind.
1953 hatte sie Charles Wilson Hoover geheiratet.

## Ehrungen
- Aufnahme in die National Inventors Hall of Fame